# Спрингфилдский арсенал

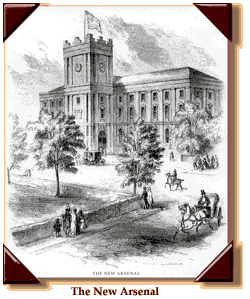
Главное здание арсенала

Спрингфилдский арсенал (англ. Springfield Armory) — один из основных американских центров по разработке и производству огнестрельного оружия, находящийся в городе Спрингфилд, штат Массачусетс. Был первым федеральным арсеналом США, функционировал с 1777 по 1968 год. В настоящее время используется как музейный комплекс Springfield Armory National Historic Site.

## История
Арсенал был основан в 1777 году, во время войны за независимость США. Уже в этом году в арсенале началось изготовление боеприпасов и лафетов для артиллерийских орудий. Во время войны здесь складировалось большое количество ружей, артиллерийских орудий, другого военного имущества. Эти запасы оставались в арсенале и после войны.

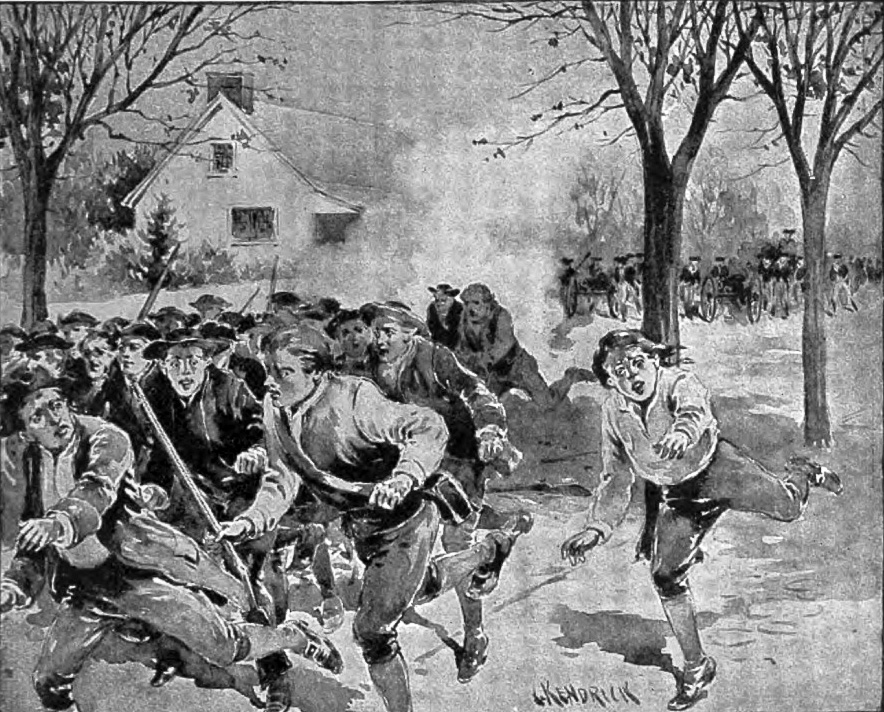
Повстанцы Шейса бегут от арсенала после обстрела картечью.

Во время восстания Шейса 25 января 1787 года около 1500 повстанцев пытались захватить арсенал, но этому смогло воспрепятствовать ополчение, возглавляемое Уильямом Шепардом (William Shepard). По повстанцам открыли огонь картечью из пушек, и они бежали, потеряв четырех убитыми и 20 ранеными. 
В 1795 году в арсенале началось серийное изготовление ружья Model 1795. 
В 1819 году работавший в арсенале Томас Бланчард сконструировал специальный токарный станок для массового производства деревянных ружейных лож. Во время промышленной революции в арсенале появились станки, позволившие обеспечить взаимозаменяемость любых деталей оружия. 
Во время Гражданской войны в США после разрушения в начале войны арсенала Харперс Ферри Спрингфилдский арсенал некоторое время был единственным государственным заводом по производству оружия, пока в 1862 году изготовление оружия не началось в Рок-Айлендском арсенале.
В 1891 году Спрингфилдский арсенал стал назначен главным местом разработки и испытаний стрелкового оружия для Армии США. В 1900 году в арсенале была разработана винтовка, принятая на вооружение в 1903 году как Springfield M1903.

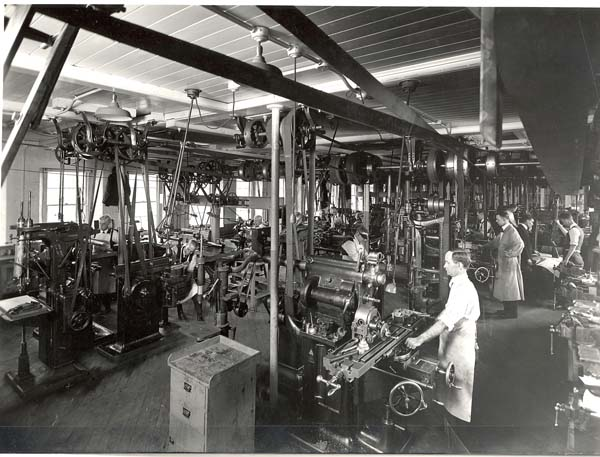
Опытный цех, где Джон Гаранд разрабатывал M1 Garand.

С 1919 года в арсенале работал конструктор оружия Джон Гаранд, разработавший самозарядную винтовку M1 Garand, которая выпускалась с 1936 года по 1957 год. Во время Второй мировой войны на производстве винтовок Garand в арсенале работало свыше 14 тысяч рабочих.
Последним оружием, сконструированным на Спрингфилдском арсенале, была автоматическая винтовка М-14, принятая на вооружение в 1957 году.
Во время Вьетнамской войны на Спрингфилдском арсенале разрабатывалось не только стрелковое оружие, но также и бортовое авиационное вооружение. Однако после окончания разработки многое из этого затем изготавливалось частными компаниями.
В 1968 году арсенал был закрыт, а в 1974 году он был превращён в музейный комплекс.

## Известная продукция и разработки
- Springfield Model 1855 — нарезной мушкет, созданный в середине 19-го века
- Springfield Model 1861 — нарезной мушкет времен Гражданской войны в США
- Springfield Model 1866 — казнозарядная винтовка, разработанная в 1866 году
- Springfield Model 1873 — казнозарядная винтовка, разработанная в 1873 году
- .30-06 Springfield — винтовочный боеприпас центрального воспламенения
- Springfield M1903 — штатная магазинная винтовка армии США времен Первой мировой войны
- M1 Garand — штатная самозарядная винтовка армии США времен Второй мировой войны
- М-14 — автоматическая винтовка времен войны во Вьетнаме
- M-21 — снайперская винтовка
- M79 — ручной однозарядный гранатомёт